# Рід (Арканзас)
Рід (англ. Reed) — місто (англ. town) в США, в окрузі Діша штату Арканзас. Населення — 130 осіб (2020).

## Географія
Рід розташований на висоті 45 метрів над рівнем моря за координатами 33°42′7″ пн. ш. 91°26′38″ зх. д. / 33.70194° пн. ш. 91.44389° зх. д. (33.702073, -91.443801).  За даними Бюро перепису населення США в 2010 році місто мало площу 0,26 км², уся площа — суходіл. В 2017 році площа становила 0,49 км², уся площа — суходіл.

## Демографія
Згідно з переписом 2010 року, у місті мешкала 141 особа в 59 домогосподарствах у складі 36 родин. Густота населення становила 540 осіб/км².  Було 75 помешкань (287/км²). 
Расовий склад населення:
| - 88,7 % — чорних або афроамериканців - 6,4 % — білих - 3,5 % — осіб інших рас |

До двох чи більше рас належало 1,4 %. Іспаномовні складали 5,0 % від усіх жителів.
За віковим діапазоном населення розподілялося таким чином: 24,1 % — особи молодші 18 років, 59,6 % — особи у віці 18—64 років, 16,3 % — особи у віці 65 років та старші. Медіана віку мешканця становила 41,5 року. На 100 осіб жіночої статі у місті припадало 74,1 чоловіків;  на 100 жінок у віці від 18 років та старших — 87,7 чоловіків також старших 18 років.
Середній дохід на одне домашнє господарство  становив 15 752 долари США (медіана — 13 750), а середній дохід на одну сім'ю — 19 697 доларів (медіана — 17 500). За межею бідності перебувало 43,8 % осіб, у тому числі 43,8 % дітей у віці до 18 років та 10,3 % осіб у віці 65 років та старших.
Цивільне працевлаштоване населення становило 32 особи. Основні галузі зайнятості: освіта, охорона здоров'я та соціальна допомога — 56,3 %, науковці, спеціалісти, менеджери — 18,8 %, публічна адміністрація — 12,5 %, роздрібна торгівля — 9,4 %.
За даними перепису населення 2000 року в Ріді проживало 275 осіб, 72 родини, налічувалося 95 домашніх господарств і 103 житлових будинки. Середня густота населення становила близько 916,7 осіб на один квадратний кілометр. Расовий склад Ріда за даними перепису розподілився таким чином: 0,73 % білих, 96,36 % — чорних або афроамериканців, 0,36 % — корінних американців, 1,82 % — представників змішаних рас, 0,73 % — інших народів. Іспаномовні склали 1,09 % від усіх жителів містечка.
З 95 домашніх господарств в 41,1 % — виховували дітей віком до 18 років, 31,6 % представляли собою подружні пари, які спільно проживали, в 40,0 % сімей жінки проживали без чоловіків, 23,2 % не мали сімей. 21,1 % від загального числа сімей на момент перепису жили самостійно, при цьому 10,5 % склали самотні літні люди у віці 65 років та старше. Середній розмір домашнього господарства склав 2,89 особи, а середній розмір родини — 3, 27 особи.
Населення містечка за віковим діапазоном за даними перепису 2000 року розподілилося таким чином: 38,9 % — жителі молодше 18 років, 6,5 % — між 18 і 24 роками, 22,9 % — від 25 до 44 років, 21,8 % — від 45 до 64 років і 9,8 % — у віці 65 років та старше. Середній вік мешканця склав 29 років. На кожні 100 жінок в Ріді припадало 91,0 чоловіків, у віці від 18 років та старше — 71,4 чоловіків також старше 18 років.
Середній дохід на одне домашнє господарство в містечкі склав 16 806 доларів США, а середній дохід на одну сім'ю — 18 333 долара. При цьому чоловіки мали середній дохід в 27 813 доларів США на рік проти 17 188 доларів середньорічного доходу у жінок. Дохід на душу населення в містечкі склав 8727 доларів в рік. 29,5 % від усього числа сімей в окрузі і 40,5 % від усієї чисельності населення перебувало на момент перепису населення за межею бідності, при цьому 53,3 % з них були молодші 18 років і 37,9 % — у віці 65 років та старше.